# 罗汉林
罗汉林属大娄山西段，位于四川省境南缘，因盛产罗汉竹而得名。最高峰-三口堂（杨龙湾梁子），海拔1902M，是泸州市境内的最高峰，亦是本市的极端低温区。

## 概要
- 罗汉林地处四川盆地南缘向滇北高原过渡的地带。是泸州市叙永县西南部和云南省威信县的界山，庞大的山体横亘于东西，长近9km，呈地垒山，断层谷等构造地貌。同时也是是南广河，永宁河（南门河）的发源地，赤水河上游支流的分水岭。

## 气候植被
- 温度-5～13℃
- 在山坡南麓的四川分水镇境内辟有国营罗汉林林场，由乡村公路通达。山中原始植被保存完好，亦有茶树蕨类混产灌丛及冷杉分布。从林场有山路可至山顶。

## 自然人文景观
- 山顶尚有玉皇古庙等建筑

- 登临山顶，向北可望尖山子，南广河谷地，向西可望滇北高原，南望分水，大山坪，东望终南山，诸峰雄奇，风景极佳。

## 旅游开发与登山活动
- 因为地处海拔较高，最热月7月的最高温度也不超过30℃，是云贵川交界地区理想的天然避暑场所。最近关于罗汉林的旅游开发他也备受关注。

- 2006年7月28日13:15 中国著名旅行家，登山家刘泱曾登顶此山。